# Pieter Vink
Pieter Vink, född 13 mars 1967, är en nederländsk fotbollsdomare. Vink tillhör Uefas elitdomare och har dömt matcher i Europamästerskapet i fotboll 2008, UEFA Champions League och UEFA-cupen.

## EM 2008
I Europamästerskapet i fotboll 2008 dömde Vink matcherna mellan
- Österrike – Kroatien
- Spanien – Sverige